# دهوج (بافت)
دهوج (بافت)، روستایی از توابع بخش مرکزی شهرستان بافت در استان کرمان ایران است.

## جمعیت
این روستا در دهستان دشتاب قرار دارد و براساس سرشماری مرکز آمار ایران در سال ۱۳۸۵، جمعیت آن ۱۶۵ نفر (۴۴خانوار) بوده‌است.
این روستا دارای آب وهوای بسیارخنک است وسالانه گردشگران زیادی را به خود جذب می‌کند